# Leili Andre
Leili Andre (* 1. Februar 1922 auf dem Hof Mardi, damals Gemeinde Soosaare, heute Kreis Viljandi; † 4. Oktober 2007 in Kolga-Jaani) war eine estnische Dichterin und Schriftstellerin.

## Leben und Werk
Leili Andre (mit bürgerlichem Namen Leili Jõesaar, bis 1949 Leili Rimmel) wurde als Tochter eines Schuhmachers geboren. Sie besuchte zunächst die Grundschulen in Soosaare und Kolga-Jaani, später das Progymnasium in Põltsamaa. Nach ihrem Schulabschluss erhielt sie eine pädagogische Ausbildung am Lehrerseminar im südestnischen Tartu. Daneben nahm sie Fernunterricht in Tallinn.
Literarisch debütierte Leili Andre 1940 mit Lyrik in der Zeitschrift Tuleviku Rajad. Gemeinsam mit Raimond Kolk, Kalju Lepik und Ilmar Talve stand sie der Tartuer literarischen Gruppierung Tuulisui sehr nahe, deren prominenteste Mitglieder mit der sowjetischen Besetzung Estlands ins Exil gingen. Leili Andre blieb hingegen in Estland und war ab 1943 an verschiedenen Orten als Lehrerin tätig.
Nach dem Ende des Zweiten Weltkriegs war es vor allem Lepik, der Andres Gedichte in Schweden veröffentlichte. Zunächst durften deswegen die Arbeiten von Leili Andre nicht mehr in Estland gedruckt werden. Erst ab 1957, im Zeichen der Entstalinisierung, konnten sie auch in der Estnischen SSR erscheinen. Der erste eigenständige Gedichtband erschien 1979 unter dem Titel Hõbedakirjaga kruus.
In den 1980er Jahren wurde Leili Andre vor allem mit Lyrik für Kinder bekannt, die sie unter den Titeln Kes selle tamme istutas? (1982) und Päike õunas (1985) veröffentlichte. Naturlyrik enthält die Anthologie Lumeliiliad (1989). 1997 erschien ihr lyrisches Spätwerk unter dem Titel Ma usun kevadet.
Zahlreiche Gedichte wurden von estnischen Komponisten vertont, unter anderem von Gustav Ernesaks, Eugen Kapp und Edgar Arro.